# Le Gang des frères James
Pour plus de détails, voir Fiche technique et Distribution.
Le Gang des frères James (The Long Riders) est un film américain réalisé par Walter Hill, sorti en 1980. Il revient sur l'histoire du gang James-Younger principalement sur la période 1873-1876. La particularité du film est de raconter les affrontements de quatre fratries interprétées par des fratries d'acteurs : les Carradine, les Keach, les Quaid et les Guest.
Il est présenté au festival de Cannes 1980.

## Synopsis
Quelques années après la guerre de Sécession, le gang James-Younger terrorise tout le Midwest. Cette bande de criminels est menée par Jesse James et Cole Younger. Ils commettent ensemble de nombreux braquages. M. Rixley, de l'agence de détectives Pinkerton, est chargé de capturer ces hors-la-loi.

## Fiche technique
Sauf indication contraire, les informations mentionnées dans cette section peuvent être confirmées par la base de données cinématographiques IMDb,  présente dans la section « Liens externes ».
- Titre francophone : Le Gang des frères James
- Titre original : The Long Riders
- Réalisation : Walter Hill
- Scénario : Bill Bryden, Steven Smith, Stacy Keach et James Keach
- Réalisateur de la seconde équipe : Craig R. Baxley
- Musique : Ry Cooder
- Photographie : Ric Waite (en)
- Montage : Freeman Davis et David Holden
- Production : Tim Zinnemann (en)
- Société de production : Huka Productions
- Distribution : United Artists
- Pays de production :  États-Unis
- Format : Couleurs - 1,85:1 - 35 mm - son mono
- Genre : western
- Durée : 99 minutes
- Dates de sortie[1] : 
  - France : mai 1980 (festival de Cannes)
  - États-Unis} : 16 mai 1980
  - France : 11 juin 1980
- Classification[2] :
  - États-Unis : R
  - France : interdit aux moins de 12 ans
- Affiche : Bill Gold (États-Unis)

## Distribution
- David Carradine (VF : Marc de Georgi) : Cole Younger
- Keith Carradine (VF : Philippe Ogouz) : Jim Younger
- Robert Carradine (VF : Bernard Jourdain) : Bob Younger
- James Keach (VF : Mike Marshall) : Jesse James
- Stacy Keach (VF : Georges Claisse) : Frank James
- Dennis Quaid : Ed Miller
- Randy Quaid (VF : Patrick Préjean) : Clell Miller (en)
- Kevin Brophy (en) (VF : Guy Chapelier) : John Younger (en)
- Harry Carey Jr. (VF : Michel Robin) : George Arthur
- Christopher Guest (VF : José Luccioni) : Charlie Ford
- Nicholas Guest (en) : Bob Ford
- Shelby Leverington : Annie Ralston
- Felice Orlandi (VF : Jean-François Laley) : Carl Reddick
- Pamela Reed (VF : Béatrice Delfe) : Belle Starr
- James Remar : Sam Starr
- Fran Ryan : Mme Samuel
- Amy Stryker (VF : Sylvie Feit) : Beth Mimms
- James Whitmore Jr. : M. Rixley
- Edward Bunker : Bill Chadwell
- Chris Mulkey : Vernon Biggs
- Lin Shaye : Kate
- Peter Jason et William Traylor : des agents de Pinkerton
- Bill Bryson : le joueur de banjo
- Bill Bryden : la chanson au saloon (caméo)
- Kalen Keach : Jesse E. James, le fils de Jesse James

## Production

### Genèse et développement
En 1971, James et Stacy Keach incarnent les frères pionniers de l'aviation Orville et Wilbur Wright dans le téléfilm The Wright Brothers. Cela donne l'idée à James Keach de faire un film avec son frère dans lequel ils incarneraient d'autres frères : Jesse James et Frank James. James Keach commence à écrire une pièce de théâtre musicale, produite et financée par Stacy. La pièce est d'abord jouée au Bucks County Playhouse de New Hope (Pennsylvanie) puis en tournée dans des établissements scolaires du New Jersey. Après les frères Keach souhaitent transposer la pièce au cinéma. En 1974, James Keach tourne le téléfilm The Hatfields and the McCoys de Clyde Ware. Il parle du projet à Robert Carradine. Ce dernier lance l'idée que lui et des deux frères tiennent les rôles de Cole Younger, Bob Younger et Jim Younger.
Le projet est soutenu par le producteur Tim Zinnemann, qui propose la réalisation à Walter Hill, qui voulait depuis longtemps faire un western.

### Attribution des rôles
La distribution est composée de plusieurs fratries d'acteurs interprétant des eux-mêmes des frères : les Carradine (David, Keith et Robert), les Keach (James et Stacy), les Quaid (Dennis et Randy) et les Guest (Christopher et Nicholas). Par ailleurs, on peut voir Kalen Keach, fils de James Keach, dans le rôle de Jesse E. James, le fils de Jesse James. De plus, Ever Carradine, fille de Robert Carradine, apparait de manière non créditée.
Jeff et Beau Bridges avaient été approchés pour interpréter les frères Charlie et Bob Ford, mais ont dû décliner du fait des incompatibilités de leurs engagements respectifs. De plus, certains supports promotionnels pour le film sont illustrés par une photographie de Joseph Bottoms, Timothy Bottoms et Sam Bottoms en costumes d'époques. Ils n'apparaissent cependant pas dans le film.
Edward Bunker, qui joue le rôle de Bill Chaldwell, était un ancien braqueur de banque qui a passé quelque temps en prison. Il est aussi l'auteur de plusieurs romans.

### Tournage
Le tournage a lieu de juillet à novembre 1979. Il se déroule dans l'État de Géorgie (Parrott, Westville, Leary), au Texas (Rusk, Texas State Railroad, Tyler, Palestine), en Californie (comté de Tuolumne, Sierra Nevada, Californie du Nord, Sonora).

### Musique
Ce film marque la première collaboration du réalisateur Walter Hill avec Ry Cooder. Ils retravailleront par la suite sur de nombreux films. Ry Cooder collabore ici avec David Lindley et Milt Holland.
Liste des titres
1. The Long Riders - 3:13
2. I'm A Good Old Rebel - 2:18
3. Seneca Square Dance - 1:58
4. Archie's Funeral (Hold To God's Unchanging Hand) - 2:40
5. I Always Knew That You We're The One - 3:04
6. Rally 'Round The Flag - 4:20
7. Wildwood Boys - 4:10
8. Better Things To Think About - 1:24
9. Jesse James - 2:23
10. Cole Younger Polka - 2:22
11. Escape From Northfield - 1:14
12. Leaving Missouri - 0:57
13. Jesse James - 5:04

## Sortie et accueil
Le Gang des frères James est un échec au box-office lors de sa sortie en salles. Selon Film Comment, il n'aurait engrangé que 5 891 149 $ aux Etats-Unis, notamment à cause d'une « mauvaise campagne publicitaire centrée uniquement sur les looks des acteurs sans exploiter le thème de la famille qui aurait aidé au box-office ». En juin 1981, James Keach écrit au Los Angeles Times en réponse à un article sur les faibles résultats des westerns au box-office. James Keach répond que Le Gang des frères James « n'était pas un Star Wars au box office » mais qu'il a remboursé l'investissement de 9 millions et précise même qu'United Artists en a tiré du profit. Dans son autobiographique, Stacy Keach « Je crois à ce jour que le film a fait de l'argent même si le studio dit le contraire ». Selon Box Office Mojo, le film aurait rapporté 15 795 189 $ sur le sol américain. En France, il totalise 241 290 entrées.

## Distinction
Le film est présenté au festival de Cannes 1980. Ry Cooder reçoit le prix de la meilleure musique aux Los Angeles Film Critics Association Awards 1980.

## Commentaire
Le jeune John Younger (en), tué par les agents de Pinkerton, est décrit comme un cousin des Younger. Il était en réalité leur frère.

## Projet de suite
En mai 1981, David Carradine parle d'un projet de suite dont l'intrigue se déroulerait durant la guerre de Sécession. En février 1982, Stacy Keach révèle qu'un script est écrit et que cette suite pourra être un film ou une mini-série. Il ajoute que de nombreuses personnes lui parlent du film et qu'il est à nouveau enthousiaste à l'idée de faire cette suite. Le projet ne se concrétisera finalement jamais.